# Conferência das Nações Unidas sobre as Mudanças Climáticas de 2024
A Conferência das Nações Unidas sobre Mudanças Climáticas de 2024 ou Conferência das Partes da CQNUMC, mais conhecida como COP29, foi a 29.ª conferência das Nações Unidas sobre Mudanças Climáticas. Realizou-se em Bacu, Azerbaijão, de 11 a 22 de novembro de 2024. Mukhtar Babayev atuou como presidente, enquanto Samir Nuriyev liderou o comitê organizador.
A conferência terminou com um acordo sobre planos de financiamento para mitigar os efeitos das mudanças climáticas e ajudar os países em desenvolvimento a fazer a transição para fontes de energia mais sustentáveis. Também foram estabelecidas regras e um registo da ONU para facilitar e acompanhar o comércio internacional de créditos de carbono.
A escolha do Azerbaijão como sede da conferência foi controversa, pois o país é um grande produtor de petróleo e gás, além de ser um estado autoritário com altos níveis de corrupção. Vários "parceiros oficiais" da COP29 são empresas de propriedade direta do presidente do Azerbaijão Ilham Aliyev, ou ligadas aos negócios da família Aliyev.

## Antecedentes
O Azerbaijão assinou o Acordo de Paris — um tratado no âmbito da Convenção-Quadro das Nações Unidas sobre Mudanças Climáticas (CQNUMC) — em 22 de abril de 2016. O acordo foi ratificado em 9 de janeiro de 2017 e entrou em vigor em 8 de fevereiro de 2017.
Em janeiro de 2024, Mukhtar Babayev, ex-funcionário da empresa petrolífera estatal azeri SOCAR e então Ministro da Ecologia e dos Recursos Naturais, foi nomeado presidente da COP29. O Azerbaijão teria pago 4,7 milhões de dólares à empresa de relações públicas Teneo, sediada em Nova Iorque, para gerenciar a comunicação do evento.

## Crítica da escolha do local

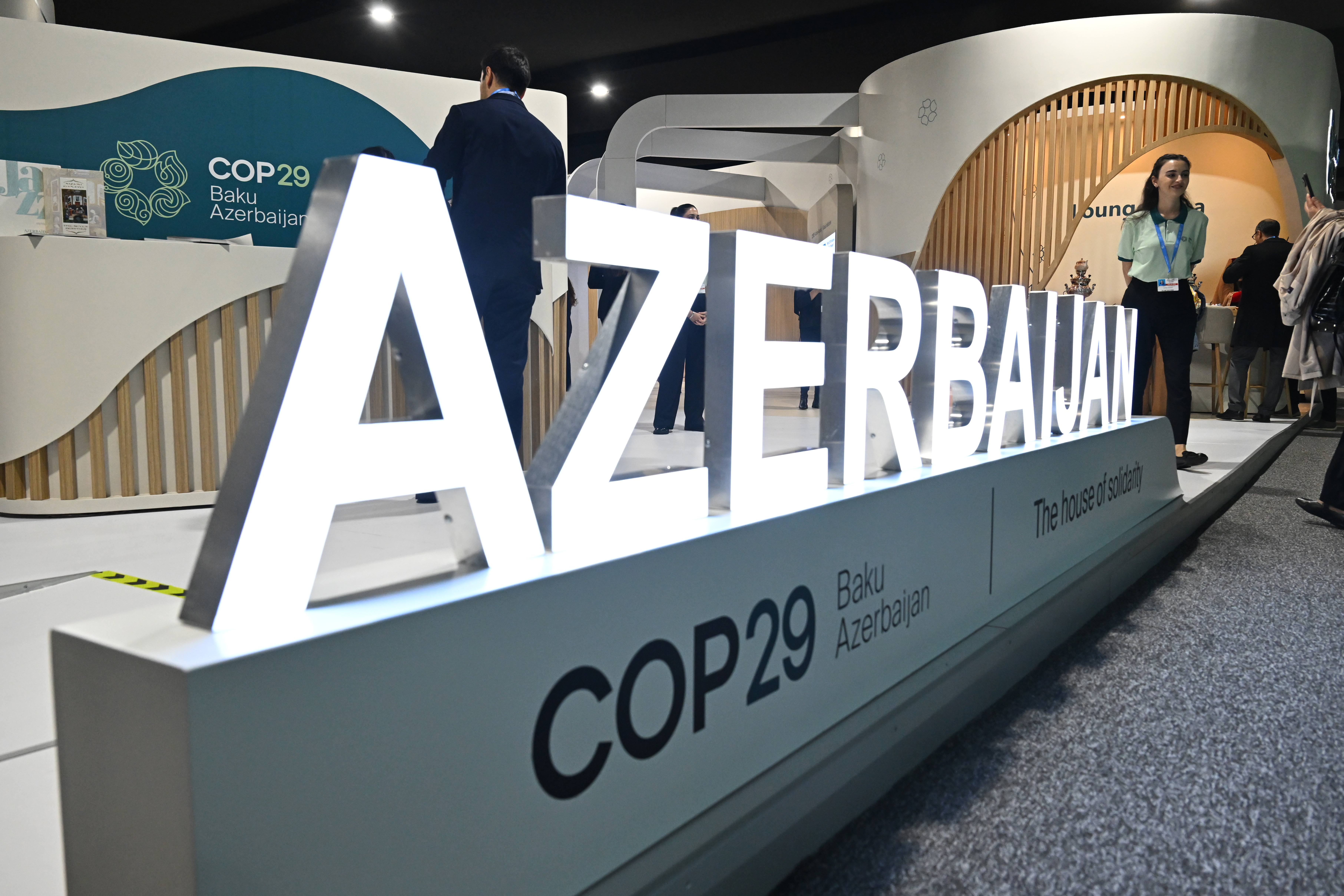
COP29 no Azerbaijão

Em dezembro de 2023, o Azerbaijão foi anunciado como país anfitrião da conferência. Realizada em sistema de rodízio, a cúpula anual da COP estava programada para ser sediada por uma nação da Europa Oriental. No entanto, a Reuters informou que, durante a COP28 realizada em Dubai, os países da Europa Oriental concordaram em apoiar a candidatura do Azerbaijão para sediar a edição de 2024.
Críticos argumentaram que sediar a COP29 no Azerbaijão era inadequado devido ao fraco historial do país em relação a direitos humanos e à suposta limpeza étnica contra a população armênia na região de Nagorno-Karabakh. Eles também destacaram que o Azerbaijão é um grande produtor de combustíveis fósseis, com um governo autoritário amplamente associado à corrupção, e viram a escolha de sediar a COP29 no país como uma forma de tentar limpar sua imagem.
Além disso, foram levantadas preocupações sobre a repressão a jornalistas e ativistas ambientais por parte do governo antes da conferência, indicando uma supressão da liberdade de expressão e da sociedade civil. Michael Rubin, pesquisador sênior do American Enterprise Institute, escreveu que a COP29 corria o risco de legitimar o governo autoritário do presidente azerbaijano Ilham Aliyev, comparando o evento à exploração política dos Jogos Olímpicos de Verão de 1936 pelo regime de Adolf Hitler. Jornalistas e organizações anticorrupção também criticaram a corrupção generalizada no país, observando que os "parceiros oficiais" da COP29 sendo empresas que eram empresas de propriedade direta ou estavam ligadas à família Aliyev.
A Anistia Internacional disse que o Acordo de País Anfitrião (HCA) entre o Azerbaijão e a CQNUMC deveria incluir cláusulas que garantissem que "todos os direitos humanos [fossem] protegidos e respeitados", e exigiu que o documento fosse tornado público imediatamente, citando as violações de direitos humanos no país. O grupo de direitos humanos fez uma comparação com a situação da COP28, sediada pelos Emirados Árabes Unidos, afirmando ter feito diversos esforços para obter a assinatura do HCA em agosto de 2023. A Anistia recebeu uma cópia do Acordo da COP28 em junho de 2024 e revelou que o documento apresentava "deficiências e ambiguidades significativas" nas proteções de oferecidas aos participantes em Dubai.
Em 11 de novembro de 2024, a ativista climática Greta Thunberg participou de um comício em Tbilisi, capital da Geórgia, para protestar contra a escolha do Azerbaijão como anfitrião da COP29. Thunberg e outros ativistas criticaram o governo repressivo do Azerbaijão e o uso da cúpula para promover um "greenwashing" dos abusos de direitos humanos. Ela classificou como "absurdo" realizar negociações sobre o clima em um "petroestado autoritário" em meio ao aumento e à crise climática.
O presidente do Azerbaijão, Ilham Aliyev, descreveu as críticas como uma "campanha de difamação" e declarou que isso "[não poderia] nos impedir de cumprir nossa nobre missão de enfrentar os impactos negativos das mudanças climáticas".

## Negociações pré-COP29
Na Conferência sobre as Mudanças Climáticas realizada em Bona, em junho de 2024, apesar dos avanços positivos em relação ao Novo Objetivo Quantificado Colectivo (NCQG) e aos indicadores de adaptação para a COP29, foram registrados progressos limitados na implementação efetiva do Artigo 6.º do Acordo de Paris, com questões ainda pendentes relacionadas aos sistemas de créditos de carbono e à prevenção de emissões. Na ocasião, o Secretário Executivo das Nações Unidas para as Mudanças Climáticas, Simon Stiell, destacou a necessidade de mais esforços para abordar esses temas antes da COP29.
Em julho de 2024, o Azerbaijão anunciou a criação do Fundo de Ação Financeira Climática (FAFC), um fundo que busca arrecadar 1 bilhão de dólares por ano em contribuições de países e empresas produtoras de combustíveis fósseis, a serem então reinvestidos em energias renováveis e no apoio a projetos climáticos em países em desenvolvimento. Metade dos recursos do FAFC seria destinada a planos nacionais para o cumprimento das metas do Acordo de Paris, enquanto 20% da receita total seriam alocados ao Mecanismo de Financiamento de Resposta Rápida (2R2F), voltado ao apoio  em situações de catástrofe.
Nos dias 10 e 11 de outubro, o Azerbaijão sediou a reunião anual pré-COP para iniciar as discussões antes da COP29. A conferência, com o lema "Fortalecer as Ambições e Garantir a Ação", foi aberta pelo presidente designado da COP29, Mukhtar Babayev, pelo presidente da COP28, Sultan Al Jaber, e pela Vice-Secretária-Geral da ONU, Amina J. Mohammed. Os participantes debateram prioridades como a necessidade de um novo objetivo de financiamento climático – substituindo a meta anterior de 100 bilhões de dólares –, a ativação completa do Fundo de Perdas e Danos, criado originalmente na COP27 em Xarm el-Xeikh, e o reforço do apoio às comunidades vulneráveis. As discussões também abordaram a atualização das Contribuições Nacionalmente Determinadas (NDCs) dos países e a finalização das diretrizes para os mercados de carbono previstos no Artigo 6 do Acordo de Paris. Os líderes enfatizaram a urgência de limitar o aquecimento global a 1,5 °C, já que dados do Programa das Nações Unidas para o Meio Ambiente indicam que os compromissos climáticos atuais podem levar a um aumento global de até 2,9 °C.

## Comitê Organizador da COP29
O Comitê Organizador da COP29 foi estabelecido por ordem do Presidente do Azerbaijão em 13 de janeiro de 2024. A composição do comitê foi posteriormente ampliada em 19 de janeiro e 22 de fevereiro do mesmo ano. Presidido por Samir Nuriyev, chefe da Administração Presidencial do Azerbaijão, o comitê era composto por 56 membros, incluindo ministros, membros da Assembleia Nacional e outros chefes de autoridades estatais.
Inicialmente, o comitê organizador era composto por 28 homens. Após críticas de vários observadores, incluindo a ex-secretária executiva da Convenção-Quadro das Nações Unidas sobre as Mudanças Climáticas, Christiana Figueres, foram adicionados ao painel mais dois homens e onde mulheres.

## Presidência da COP29
O Ministro da Ecologia e Recursos Naturais do Azerbaijão, Mukhtar Babayev, atuou como preesidente da COP29. Babayev já havia trabalhado anteriormente como vice-presidente de ecologia na empresa petrolífera estatal SOCAR. Outros membros da equipe da presidência da COP29 incluíram Yalchin Rafiyev como negociador principal, o vice-ministro da Energia, Elnur Soltanov, como diretor executivo, Narmin Jarchalova como presidente da empresa operacional da COP29 no Azerbaijão e diretora de operações, Nigar Arpadarai como representante de alto nível para as mudanças climáticas, e Leyla Hasanova como jovem campeã do clima.

## Agenda da conferência

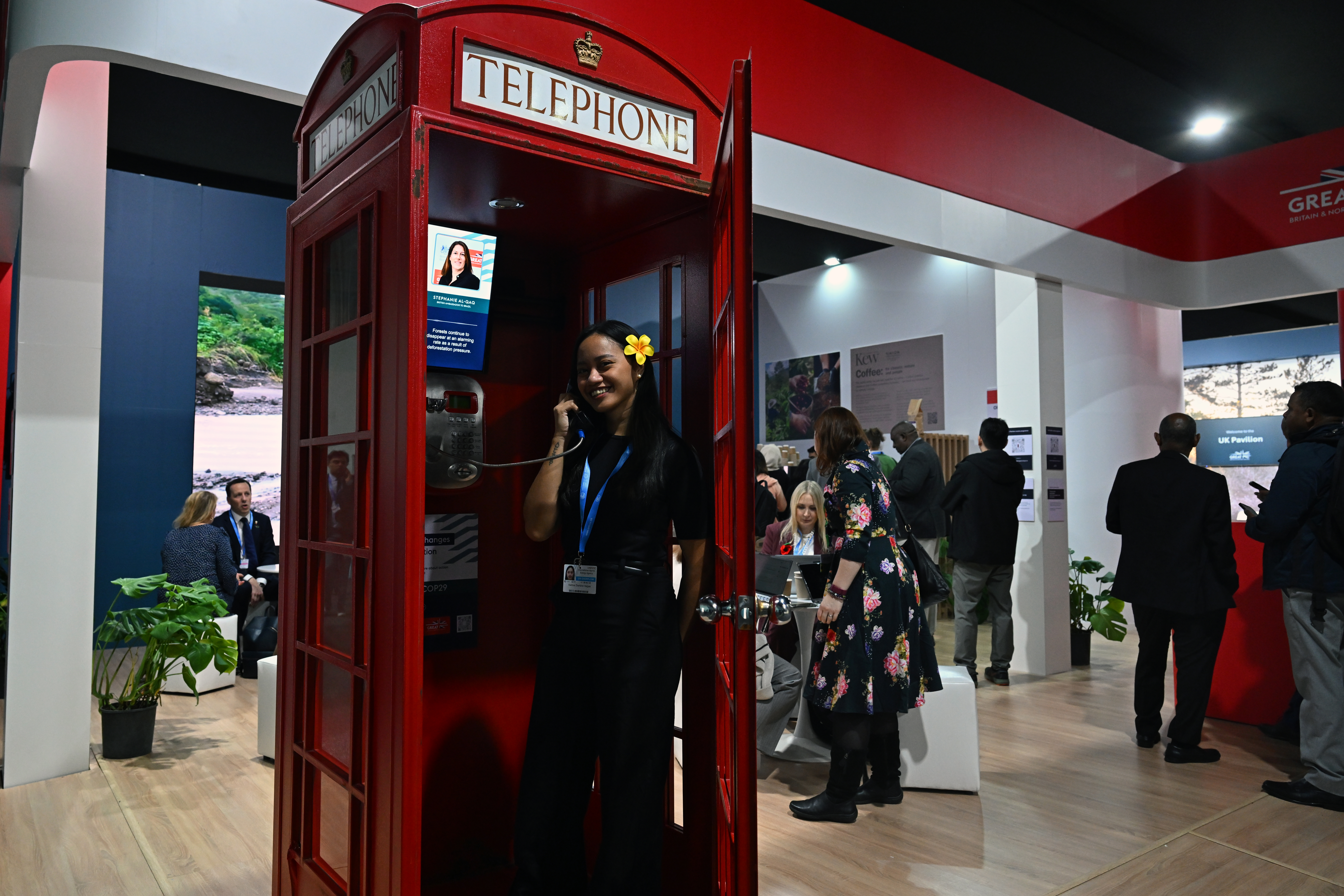
Comunicação climática

A COP29 teve como objetivo implementar novas medidas para limitar o aquecimento global a 1,5 °C, ressaltando a necessidade urgente de investimento em ações climáticas. A Presidência da COP29 enfatizou a importância de operacionalizar o Fundo de Perdas e Danos para apoiar as comunidades vulneráveis, especialmente os Pequenos Estados Insulares em Desenvolvimento (PEID) e Países Menos Desenvolvidos (PMD). Também solicitou o aumento das Contribuições Nacionalmente Determinadas (NDCs) em conformidade com a meta de 1,5 °C, e incentivou a apresentação de NDCs nacionais até 2025, com foco na eliminação gradual dos combustíveis fósseis, no aumento das energias renováveis e no combate às emissões de gases não CO2, como o metano.
Em relação à adaptação, a Presidência pediu que todos os países preparassem e apresentassem seus Planos Nacionais de Adaptação (PANs) até 2025, ressaltando a necessidade de ampliar o financiamento para a adaptação. Além disso, a COP29 incentivou as instituições financeiras globais e o setor privado a aumentar o financiamento climático e a promover o investimento em inovação verde.
A cúpula teve como objetivo fornecer plataformas para mobilizar a participação empresarial e aumentar a transparência nas decisões de investimento que apoiem a ação climática.

## Estrutura do local e da zona
Em abril de 2024, o Azerbaijão anunciou o Estádio Olímpico de Bacu como sede da conferência. A cidade desenvolveu um local de 112.000 m² próximo ao estádio. Esperava-se que o evento reunisse cerca de 80 mil  participantes, incluindo altos funcionários do governo presentes no local.
A COP29 funcionou em duas zonas principais: a Zona Azul, dedicada às negociações oficiais entre delegações governamentais, organizações internacionais e ONGs selecionadas, com pavilhões nacionais onde os países apresentaram suas iniciativas climáticas; e a Zona Verde, aberta ao público e semelhante a uma feira comercial, com expositores corporativos apresentando produtos e serviços relacionados ao clima.

## Financiamento climático

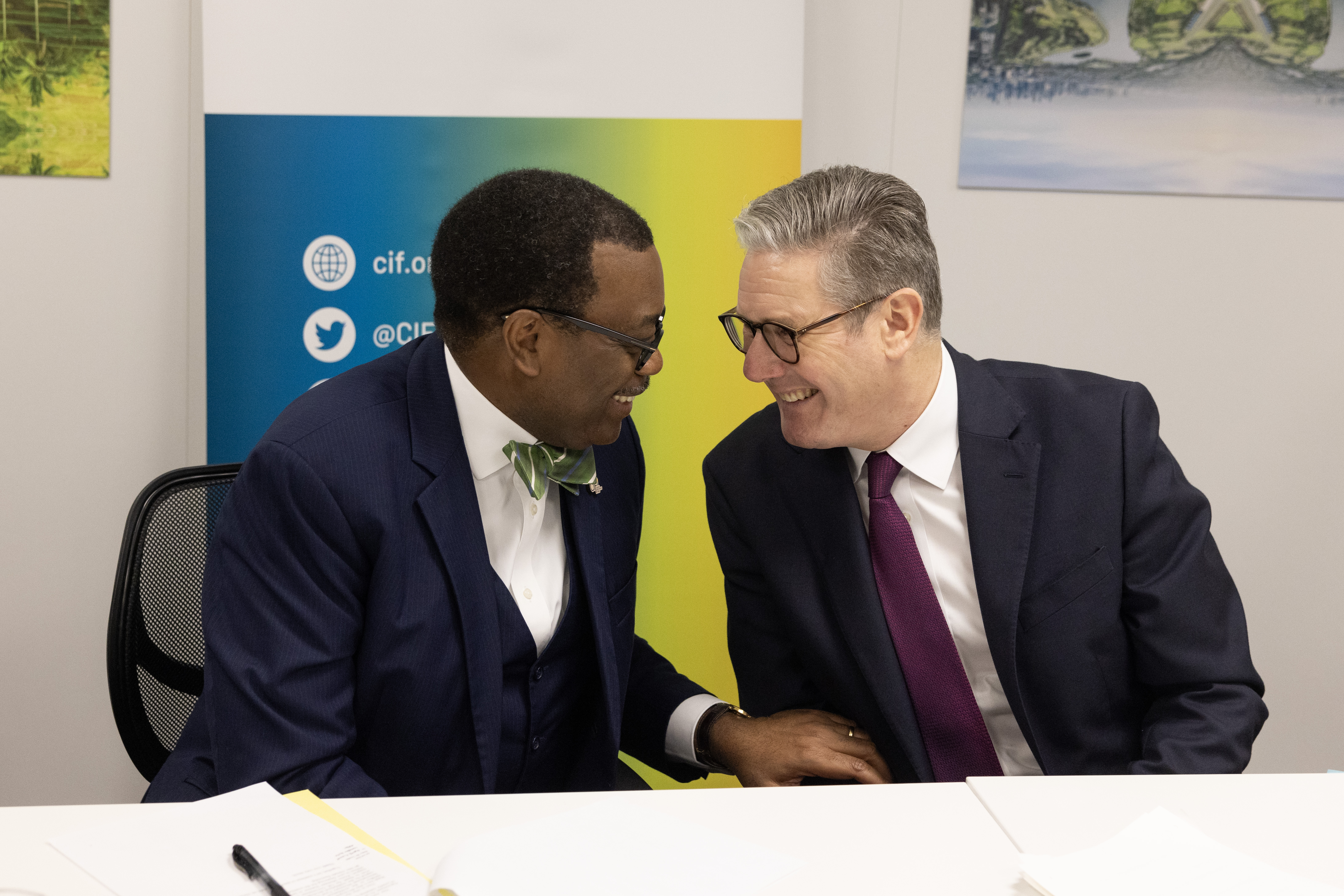
Chefe do Banco Africano de Desenvolvimento, Akinwumi Adesina, conversa com o primeiro-ministro do Reino Unido, Keir Starmer

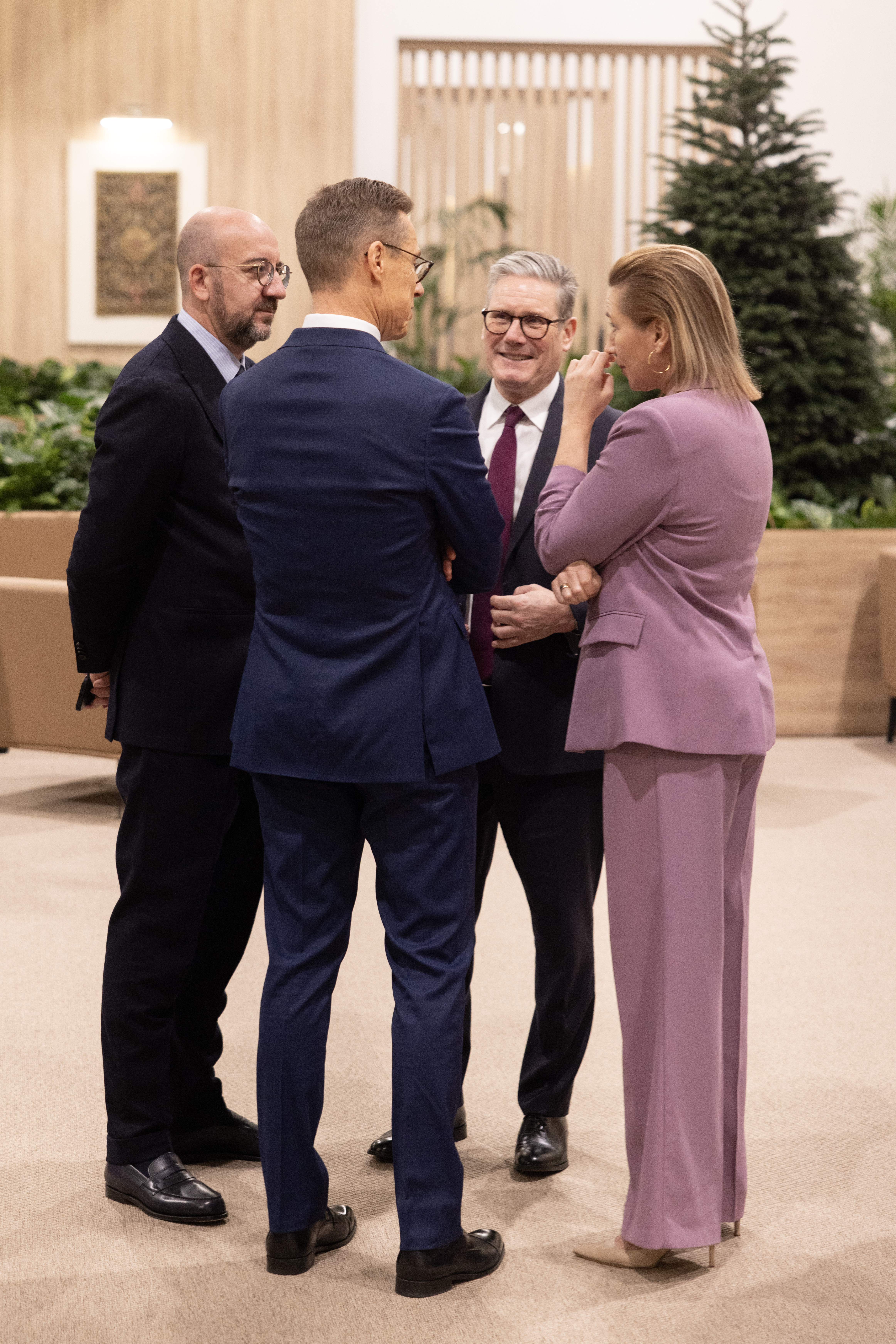
O primeiro-ministro do Reino Unido, Keir Starmer, fala com o presidente da Finlândia, Alexander Stubb, o presidente do Conselho Europeu, Charles Michel, e a primeira-ministra da Dinamarca Mette Frederiksen

Na COP29, o financiamento climático foi considerado um tema central, com foco na ampliação de recursos para países em desenvolvimento enfrentarem os impactos das mudanças climáticas e realizarem a transição para economias de baixo carbono. Um dos principais pontos da agenda foi a negociação do Novo Objetivo Quantificado Colectivo (NCQG) de financiamento climático, que visa estabelecer uma nova meta financeira para apoiar esses países após 2025, com base no compromisso anterior de 100 bilhões de dólares anuais. Entre as soluções propostas estavam o financiamento misto– que combina investimentos públicos e privados para ampliar o apoio a iniciativas climáticas – e a troca de dívida por natureza, permitindo que países redirecionem pagamentos da dívida para projetos ambientais e climáticos.
Entre os principais avanços, bancos multilaterais de desenvolvimento – como o Banco Mundial e o Banco Europeu de Investimento – prometeram elevar os empréstimos relacionados ao clima para 120 bilhões de dólares anuais destinados a países de baixa e média renda. O Banco Asiático de Desenvolvimento anunciou 7,2 bilhões de dólares em investimentos adicionais e um programa de adaptação de 3,5 bilhões de dólares voltado ao derretimento glacial na Ásia Central e no Cáucaso Meridional. A investidora sem fins lucrativos Acumen prometeu 300 milhões de dólares para adaptação agrícola na África, Ásia e América Latina, enquanto o Climate Investment Funds lançou um programa de emissão de títulos de 75 bilhões de dólares na Bolsa de Valores de Londres. A Associação de Bancos do Azerbaijão também prometeu cerca de 1,2 bilhões de dólares para apoiar a transição do país rumo a uma economia de baixo carbono.
Durante a conferência, líderes mundiais ratificaram uma estrutura-chave no Artigo 6.4 do Acordo de Paris, estabelecendo um órgão apoiado pela ONU para regulamentar o comércio internacional de créditos de carbono. Espera-se que essa decisão libere bilhões de dólares em financiamento climático, especialmente para países em desenvolvimento.
As delegações também chegaram a um consenso sobre um acordo que exigirá que as nações desenvolvidas se comprometam com um financiamento climático anual de 300 bilhões de dólares até 2035, para facilitar o acesso de países em desenvolvimento a recursos financeiros mais amplos para lidar com emissões e desastres climáticos. No entanto, os países mais pobres criticaram o valor como insuficiente, defendendo uma meta mínima de 500 bilhões de dólares. Embora o acordo tenha sido considerado um avanço modesto, críticos – incluindo representantes da ONU – o classificaram como uma traição, sobretudo pela ausência de contribuições obrigatórias para economias emergentes como a China.
Os principais pontos de tensão nas negociações incluíram a base de doadores – com economias desenvolvidas como os EUA e a União Europeia exigiram que países mais ricos como a China e os membros do Conselho de Cooperação do Golfo contribuíssem por padrão – e a proporção de financiamento proveniente de orçamentos públicos, frente à insistência dos países em desenvolvimento em obter aumentos significativos em subsídios públicos, e não apenas empréstimos. O texto final sobre os 300 bilhões de dólares afirma que o financiamento climático virá de fontes públicas e privadas, e encoraja contribuições voluntárias de países em desenvolvimento, incluindo a China e os países do Oriente Médio.

## Transição energética
Após a COP28 em Dubai, a COP29 concentrou-se no avanço da agenda da transição energética, com ênfase especial na redução da dependência global de combustíveis fósseis e na ampliação da implantação de energia renovável. Os principais objetivos incluíram o estabelecimento de cronogramas específicos para a eliminação gradual do uso de carvão e o desenvolvimento de mercados de hidrogênio verde – ambos considerados fundamentais para alcançar as metas do Acordo de Paris. A COP29 também abordou questões de segurança energética, especialmente em economias altamente dependentes de combustíveis fósseis, e defendeu políticas que assegurem uma transição justa e equitativa para as comunidades impactadas.
Para viabilizar essas transformações, a conferência buscou fomentar estruturas colaborativas que possibilitem o compartilhamento de tecnologias, conhecimentos e recursos entre os países. Isso inclui a integração regional de redes de energia renovável, com o objetivo de ampliar o acesso à energia, ao mesmo tempo em que se reduzem as emissões. Ao incentivar essas iniciativas, a COP29 pretendeu impulsionar a criação de sistemas energéticos sustentáveis e resilientes, alinhados com as climáticas de longo prazo.

## Controvérsias
O presidente-executivo da COP29, Elnur Soltanov, foi filmado secretamente discutindo potenciais acordos relacionados a petróleo e gás durante a conferência, o que gerou preocupações quanto à violação dos princípios éticos da COP. Críticos argumentaram que esse comportamento comprometeu os objetivos do evento, especialmente devido à atuação prévia de Soltanov no setor energético do Azerbaijão.
Representantes da União Europeia manifestaram críticas à ausência da proposta de eliminação gradual dos combustíveis fósseis na agenda oficial da conferência, que tratou apenas de mitigação. Em 31 de outubro de 2024, o ministro das Relações Exteriores da Papua Nova Guiné, Justin Tkatchenko, anunciou o boicote completo do país à cúpula, classificando-a como uma "total perda de tempo".
Em outubro de 2024, a organização Human Rights Watch divulgou o Acordo de País Anfitrião (HCA) assinado entre a ONU e o governo do Azerbaijão em agosto do mesmo ano. Apesar de o HCA da COP29 ter sido divulgado antes do início da conferência, diferentemente do que ocorreu na COP28, ele foi considerado "decepcionante, mas não surpreendente" por analistas. A Human Rights Watch alegou que o acordo apresenta "falhas significativas e ambiguidades" em relação às garantias dos direitos dos participantes. A divulgação ocorreu em paralelo a um relatório da organização que apontava esforços do governo azeri para silenciar vozes críticas, com a prisão de ativistas e jornalistas sob acusações consideradas infundadas.
Em 14 de novembro de 2024, a ONU foi alvo de críticas devido à escassez de opções alimentares veganas, vegetarianas e à base de plantas disponíveis no evento. De acordo com reportagens, apenas uma barraca na praça de alimentação oferecia tais alternativas, enquanto a maioria dos estandes, incluindo uma unidade da Domino's Pizza, comercializava refeições com base em carne. Em resposta, ativistas veganos distribuíram sanduíches gratuitos.
Em 23 de novembro de 2024, o jornal The Guardian relatou que um delegado da Arábia Saudita teria tentado modificar um texto oficial de negociação, o qual, por padrão, é distribuído pela presidência da COP a todos os países em formato não editável (PDF).
O domínio cop29.com tornou-se objeto de controvérsia após ser adquirido pela Global Witness em vez da equipe oficial da COP29 no Azerbaijão. O site, apoiado por figuras como o ator Jude Law e a ex-chefe climática da ONU Mary Robinson, promovia a ideia de que as empresas de combustíveis fósseis deveriam financiar os prejuízos causados pelas mudanças climáticas, destacando os lucros de 4 trilhões de dólares obtidos em 2022 frente aos 702 milhões de dólares prometidos durante a conferência. O site foi proibido no local do evento, e, segundo o Financial Times, o Azerbaijão bloqueou o acesso doméstico ao endereço, intensificando o debate sobre a influência da indústria de combustíveis fósseis nas negociações climáticas.
Durante a conferência, o deputado norte-americano Frank Pallone relatou ter sido alvo de perguntas hostis e orquestradas por parte da mídia local, alegando que a ação teria sido coordenada pelo governo do Azerbaijão como forma de intimidação. Pallone criticou o que descreveu como repressão à liberdade de expressão no país e o uso da conferência para desviar o foco de críticas relacionadas a direitos humanos. O senador Ed Markey também relatou episódios de assédio e acusou o governo anfitrião de "greenwashing" em relação às suas políticas ambientais e de direitos civis. Ambos os legisladores expressaram preocupações com a situação dos presos políticos no Azerbaijão e com sua postura nas negociações com a Armênia.